# Orlando Roa Barbosa
Orlando Roa Barbosa (Cali, 4 de julho de 1958) é um teólogo da Colômbia e arcebispo. 

## Trajetória
Ele nasceu em Cali, desde muito jovem se estabeleceu em Ibagué. Os estudos secundários foram avançados no Seminário Menor de Ibagué. Os primeiros anos de filosofia foram realizados no Seminário de Garzón, como Seminarista de Ibagué; No restante tempo de formação ao sacerdócio, frequentou o Seminário Maior de Ibagué. 
Entre 1993 e 1995, o Padre Orlando realizou estudos de especialização em Teologia Dogmática na Pontifícia Universidade da Santa Cruz de Roma. Ele também se formou em Filosofia e Ciências Religiosas pela Universidade Católica de Oriente; Frequentou vários cursos de Espiritualidade Missionária e Sacerdotal. Foi ordenado sacerdote em 6 de dezembro de 1984 por Angelo Acerbi, para a Arquidiocese de Ibagué. Em 12 de maio de 2012, o Papa Bento XVI o nomeou Bispo Auxiliar de Ibagué e em 28 de julho de 2012 foi ordenado Bispo.
Em 30 de maio de 2015, o Papa Francisco o nomeou bispo de El Espinal. Em 18 de julho mesmo ano, ele tomou posse episcopal. Em 29 de maio de 2020, o Papa Francisco o nomeou Arcebispo de Ibagué. Em 18 de julho deste ano, ele assumiu o cargo. 